# Marzio Lepri
Marzio Lepri (Terni, 21 ottobre 1931 – Sassari, 1º aprile 2013) è stato un calciatore italiano, di ruolo attaccante.

## Biografia
Sposò una delle figlie di Tonino Maccari, presidente della Torres, rifiutandosi di trasferirsi dalla squadra di Sassari fino al termine della carriera. Era inoltre cognato di Umberto Serradimigni, a sua volta ex giocatore della Torres, divenuto in seguito anche capitano del Cagliari.

## Carriera
Ha iniziato la carriera nella Ternana, giocando anche alcune partite nella Nazionale Militare.
Nel 1954 è passato alla Torres, squadra in cui ha giocato fino al 1964, per un totale di 301 presenze e 122 gol, che fanno di lui il miglior marcatore della storia della squadra sarda. In seguito ha giocato nelle serie minori con il Sorso (che ha guidato alla prima promozione in Serie D della sua storia) e il Bonorva.

## Palmarès

### Club

#### Competizioni nazionali
- Campionato Interregionale: 1

Torres: 1958-1959

#### Competizioni regionali
- Prima Categoria Sardegna: 1

Sorso: 1964-1965